# Movimento dei gilet gialli
Il movimento dei gilet gialli o giubbotti gialli (in francese: mouvement des gilets jaunes, pronuncia: [muvmɑ̃ de ʒilɛ ʒon]) è un movimento spontaneo di protesta nato sui social network nel novembre del 2018 che ha provocato scontri in Francia e con diverse manifestazioni pacifiche in altre nazioni.
Il movimento era nato dalla protesta contro l’aumento dei prezzi del carburante e l'elevato costo della vita, e sostiene che un onere sproporzionato delle riforme fiscali dei governi sta cadendo sulle classi lavoratrici e medie, specialmente nelle aree rurali e suburbane. I manifestanti chiedono la diminuzione delle tasse sul carburante, la reintroduzione della tassa di solidarietà sulla ricchezza, un aumento dei salari minimi, e l'attuazione dei referendum d'iniziativa dei cittadini.

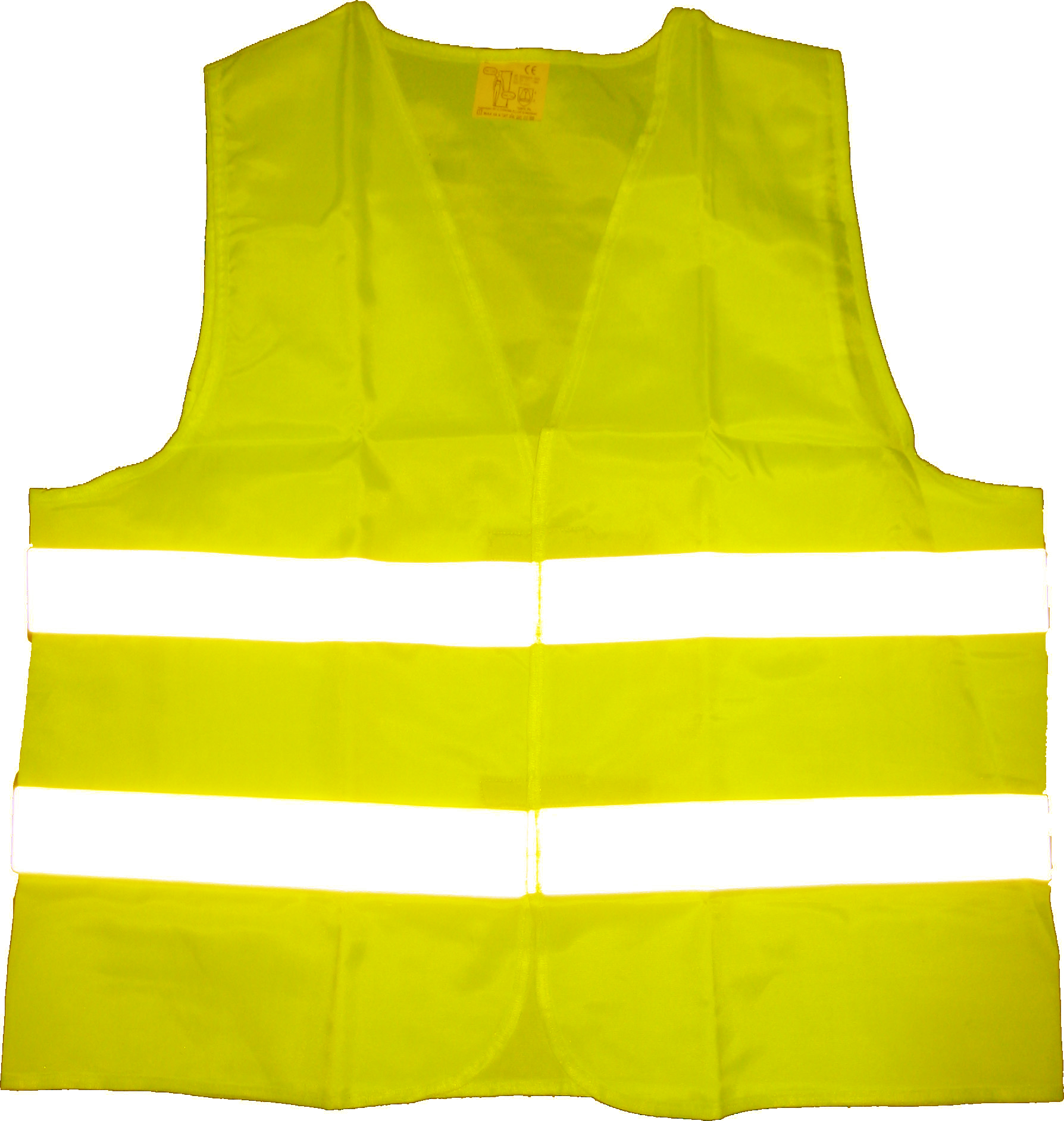
Un giubbotto giallo catarifrangente, simbolo del movimento.

Il simbolo dei gilet gialli è un giubbotto giallo catarifrangente che tutti i motociclisti in Francia devono indossare e che deve essere presente in tutte le auto, da indossare come misura di sicurezza in caso di incidente stradale.
Il movimento si è segnalato per le numerose azioni violente perpetrate dall'ala più radicale, come blocchi stradali, scontri con la polizia, vandalismo su opere architettoniche e devastazione di proprietà private e beni pubblici.
Circa tre milioni di persone hanno partecipato alle manifestazioni.

## Francia

### Cronologia

#### 1ª settimana: dal 17 al 23 novembre 2018
Le proteste hanno avuto inizio in Francia il 17 novembre 2018 verso le 7:30 con il blocco di diverse strade principali, e con una manifestazione vicino alla stazione metropolitana Porte Maillot di Parigi. Nel corso di una manifestazione non dichiarata organizzata a Le Pont-de-Beauvoisin (Savoia), un automobilista disturbato dai blocchi stradali, ha tentato di forzarne uno investendo e uccidendo una manifestante di 63 anni, Chantal Mazet.
Nel pomeriggio del 17, diverse decine di manifestanti hanno marciato sugli Champs-Élysées dirigendosi verso il Palazzo dell'Eliseo, ma sono stati fermati dalla polizia a Place de la Concorde. 
A Troyes e a Quimper un gruppo di circa 200 persone ha fatto irruzione nel cortile delle rispettive prefetture; anche loro sono stati bloccati dalla polizia.
Il giorno seguente, il ministero dell'interno francese ha comunicato che tra i 287 710 manifestanti ci sono stati 1 morto, 409 feriti e 117 arresti.
Il 20 novembre si sono verificati scontri anche nell'isola della Riunione (DROM). È stato anche istituto un coprifuoco dalle 20 alle 6 dal 20 al 23 novembre.
Nell'isola sono state arrestate più di 650 persone, il presidente francese ha mobilitato truppe nell'isola per reprimere le manifestazioni.
Il 21 novembre 2018, il deputato Jean Lassalle indossa un gilet giallo all'Assemblea nazionale a sostegno di questo movimento.
Il 24 novembre in un parcheggio di un centro commerciale ad Angers, un gilet giallo ha minacciato di farsi esplodere se Emmanuel Macron non lo avesse ricevuto all’Eliseo, dopo 6 ore di negoziazione l'uomo si arrese alle forze dell'ordine.

#### 2ª settimana: dal 24 al 30 novembre 2018

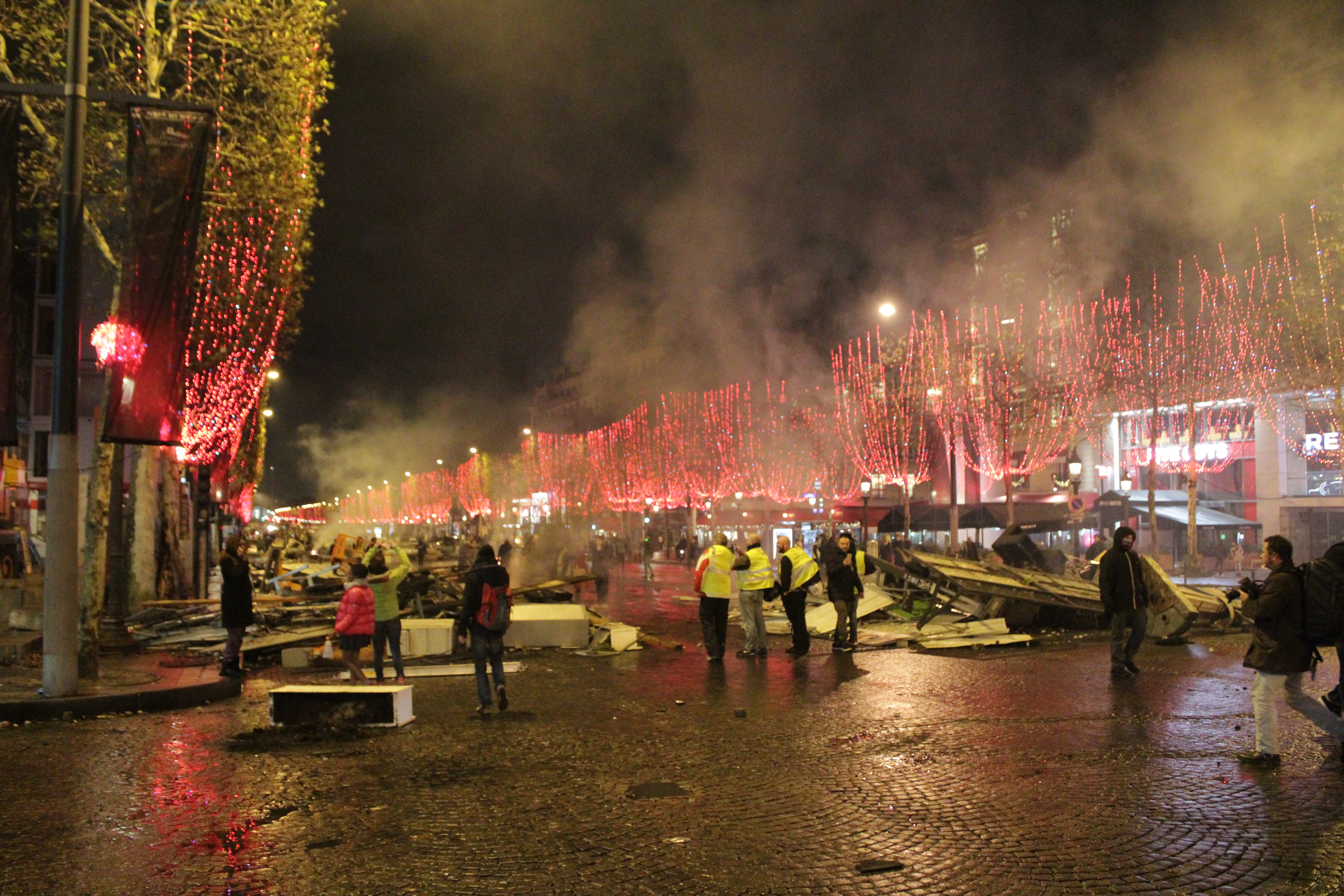
Gli Champs-Élysées alla fine degli scontri del 24 novembre

Il 24 novembre, la polizia ha installato numerosi posti di blocco a Parigi, ma le forze dell'ordine non sono riuscite a bloccare gli 8000 manifestanti che sono riusciti ad entrare nella città. Hanno poi dato vita ad atti di guerriglia urbana, procurando incendi nelle vie, sradicando segnali stradali e semafori, costruendo barricate e lanciando sassi contro gli agenti antisommossa.
La polizia ha reagito con il lancio di lacrimogeni e l'utilizzo di idranti per disperdere i manifestanti.
In tutta la Francia sono stati registrati 166 301 manifestanti, 24 feriti e 101 arresti. I danni materiali sono stati stimati in 1,5 milioni di euro.
Nei giorni seguenti si sono registrati piccoli scontri con la polizia a Calais.

#### 3ª settimana: dal 1° al 7 dicembre 2018

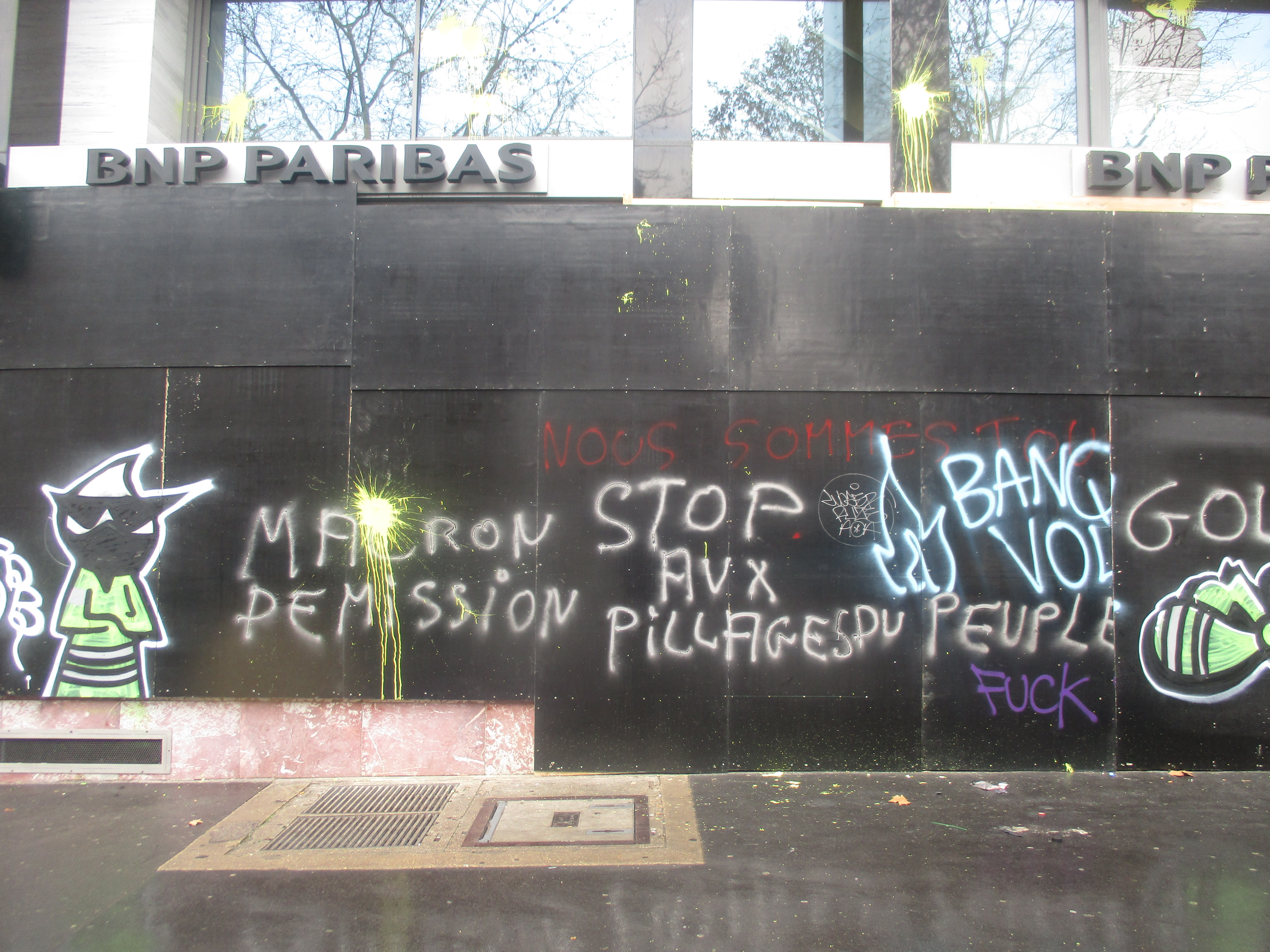
Facciata di una banca vandalizzata nel XVII arrondissement di Parigi, il 1º dicembre.

Il 1º dicembre a Parigi si sono verificati diversi scontri con la polizia, più di 100 auto sono state date alle fiamme per bloccarne l'avanzata, l'Arco di Trionfo è stato vandalizzato con scritte ed insulti.
I CRS hanno lanciato più di 10 000 granate lacrimogene. Alla fine degli scontri si registrano 134 feriti di cui 23 agenti di polizia e 412 arresti.
Nella 3ª settimana protestarono 136 100 persone, con una stima dei danni fatta dal sindaco di Parigi pari a 3 o 4 milioni di euro.
Il 3 dicembre il Ministero dell'Istruzione annuncia che più di 100 istituti superiori sono stati bloccati da studenti con i gilet gialli e 700 ragazzi sono stati arrestati in tutto il paese.
Ma il caso più eclatante è stato l'arresto di 148 studenti di un istituto di Mantes-la-Jolie, fatti inginocchiare per terra con le mani dietro la testa e con fucili puntati; ciò ha suscitato l'indignazione sui social network di molti francesi e stranieri.

#### 4ª settimana: dall'8 al 14 dicembre 2018

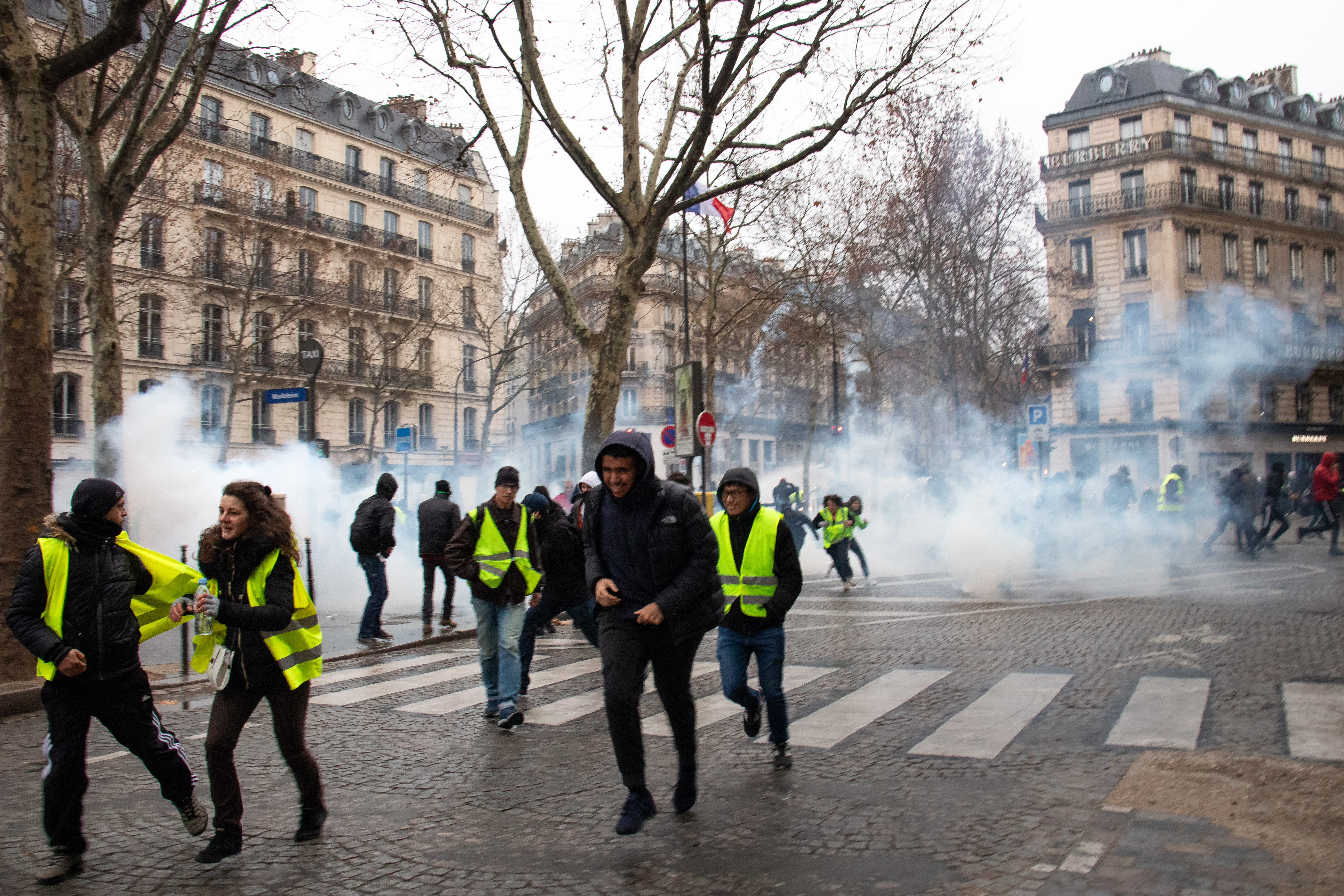
Manifestanti dopo un lancio di lacrimogeni.

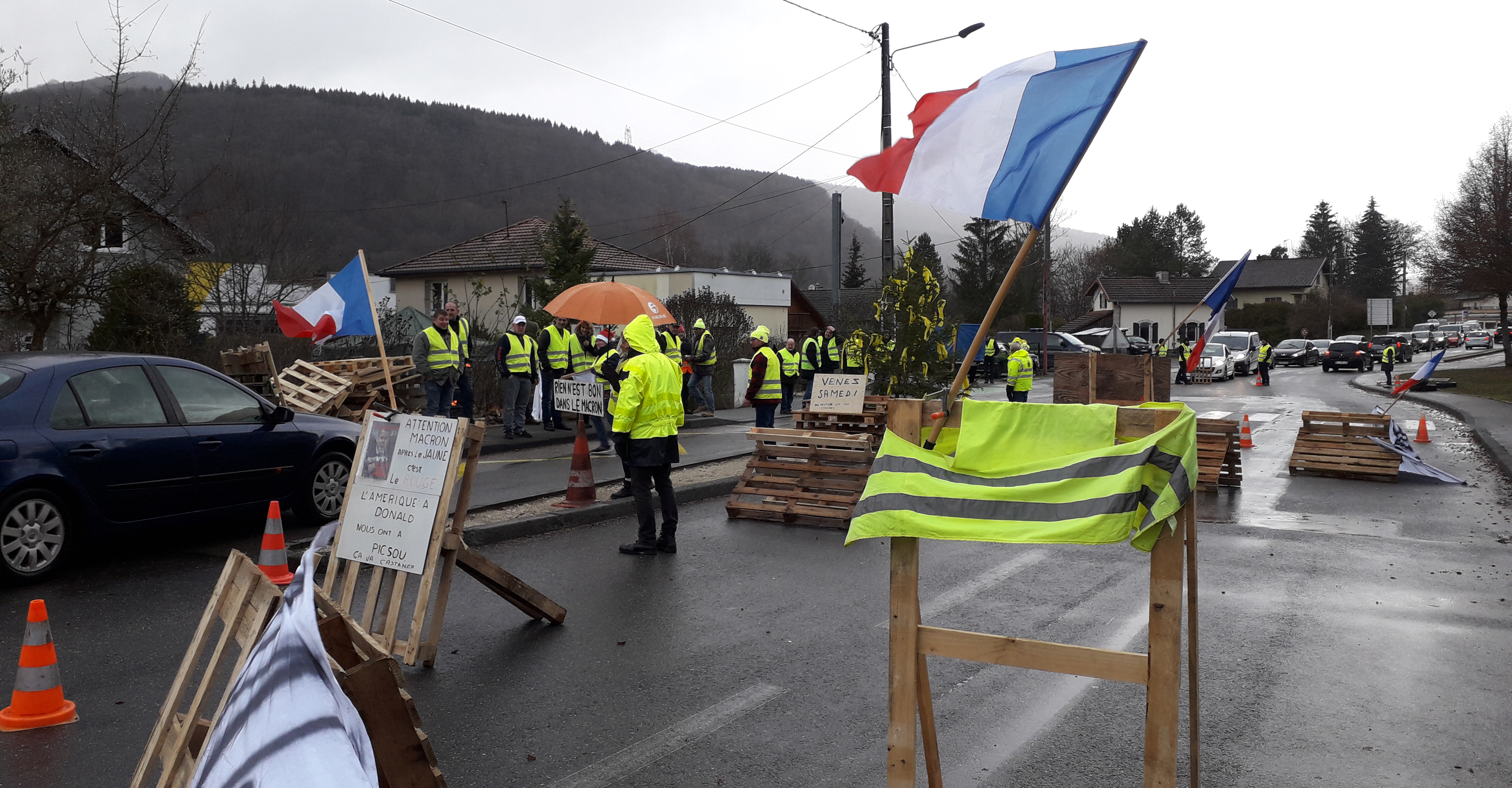
Blocco stradale a Noirefontaine (Doubs).

L'8 dicembre il governo ha mobilitato oltre 89 000 agenti della Police Nationale e dodici Berliet VXB-170 blindati della Gendarmerie nationale. 
Dopo un altro sabato di guerriglia in tutto il paese, il ministero dell'interno francese ha dichiarato che alle manifestazioni erano presenti 136 000 persone e sono stati eseguiti 1723 arresti (1080 solo a Parigi); i feriti invece sono 135.

#### 5ª settimana: dal 15 al 21 dicembre 2018
La mobilitazione dell'atto V è stata più bassa rispetto alle altre manifestazioni, forse a causa dell'attentato di Strasburgo. Ci sono stati pochissimi scontri a Parigi dove sono scese in piazza circa 8000 persone.

#### 6ª settimana: dal 22 al 28 dicembre 2018

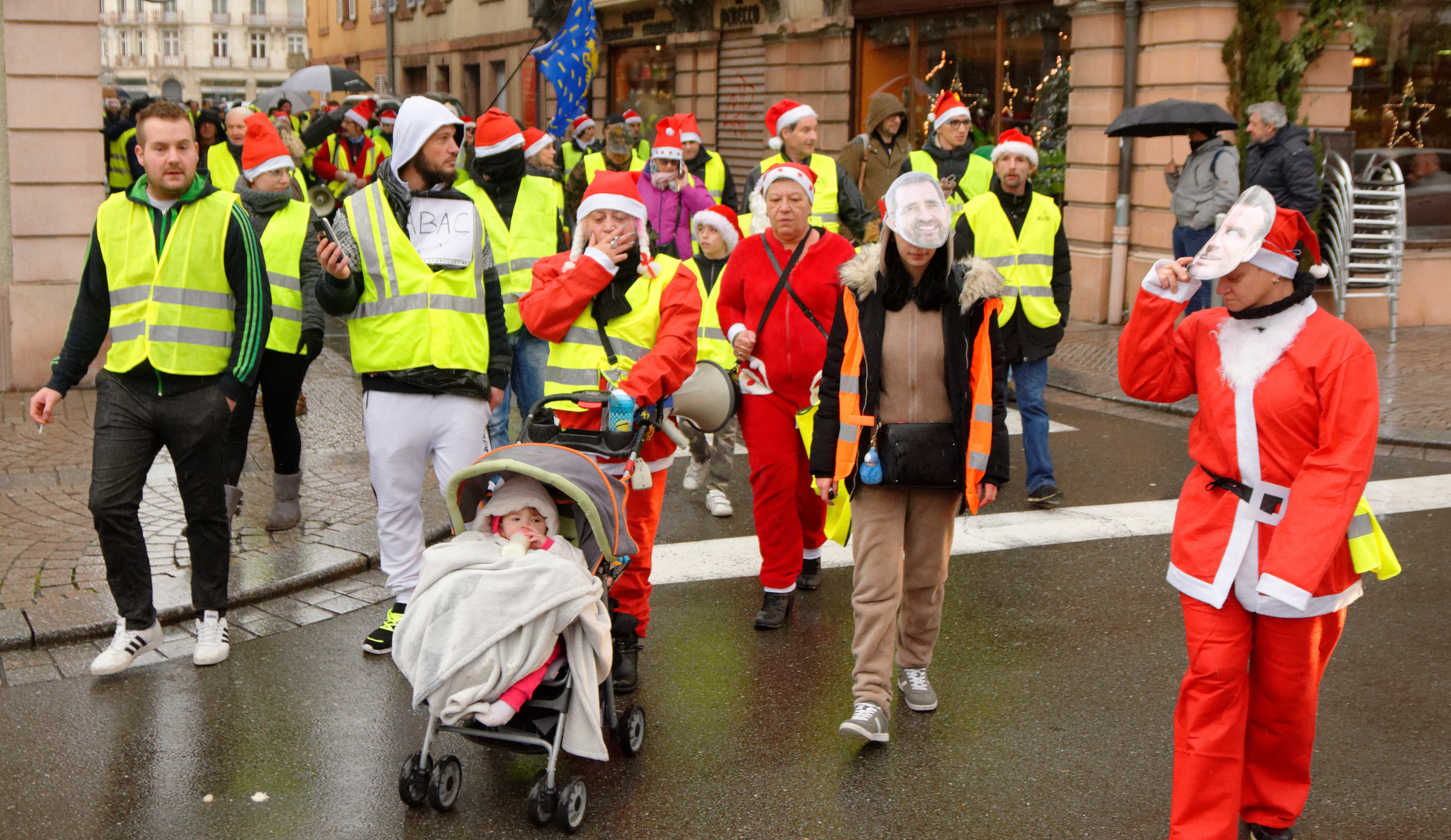
Manifestanti il 22 dicembre

Il 22 dicembre, secondo le cifre fornite dal Ministero degli Interni, la partecipazione risulta di 33 600 manifestanti, quasi il doppio rispetto alla settimana precedente.
I manifestanti hanno bloccato il traffico con la Svizzera a Cluse-et-Mijoux che sono stati dispersi dalla polizia dopo un'ora. Operazioni simili si sono svolte ai confini spagnoli, italiani, tedeschi e belgi. A Montélimar sono stati bloccati due magazzini di negozi online: EasyDis (Casino Group) e Amazon.
A Parigi ci sono stati scontri solo in serata; dopo numerose cariche da parte della polizia, i manifestanti hanno reagito in maniera particolarmente violenta. Centinaia di persone hanno inseguito gli agenti in fuga per la strada, bersagliandoli con pietre e bottiglie. Particolare scalpore hanno suscitato le immagini di un poliziotto che, caduto dalla moto insieme ad altri colleghi, ha estratto la pistola puntandola verso i manifestanti nelle vicinanze.
In tutto il paese vengono arrestate 220 persone, di cui 142 a Parigi, tra cui Éric Drouet portavoce dei gilet gialli.

#### 7ª settimana: dal 29 dicembre 2018 al 4 gennaio 2019
La 7ª settimana a livello nazionale è stata molto più tranquilla rispetto alle prime: ci sono stati pochi scontri a Rouen, in Normandia, dopo che alcuni manifestanti hanno tentato di incendiare un locale della Banque de France.
A Parigi, alcune persone hanno manifestato davanti alle sedi di BFM-TV, Libération, France Télévisions e di altre televisioni e radio.

#### 8ª settimana: dal 5 all'11 gennaio 2019

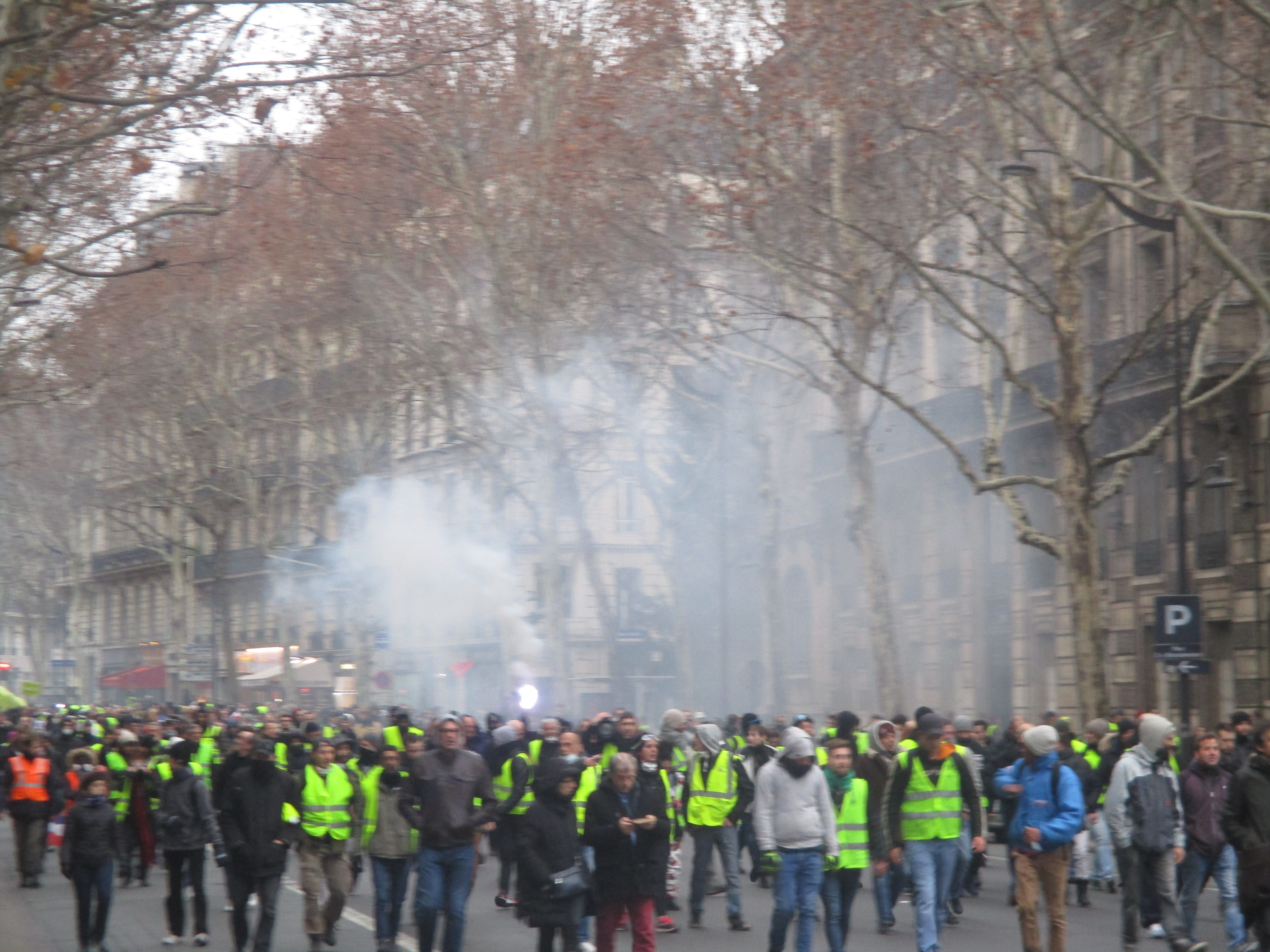
Boulevard Saint-Germain a Parigi

Il 5 gennaio le proteste hanno coinvolto circa 25 000 manifestanti in tutto il paese. Un gruppo di 15 manifestanti ha sfondato con una ruspa la porta della sede di Benjamin Griveaux, portavoce del governo; sia lui che i suoi collaboratori sono stati evacuati dalle forze di sicurezza. Si sono registrati momenti di tensione anche a Beauvais e Montpellier (dove sono stati usati lacrimogeni per disperdere la folla) e Saint-Malo. Éric Drouet, uno dei portavoci degli attivisti francesi, ha ribadito in un messaggio su Facebook il carattere apolitico del movimento (“Noi rifiuteremo tutti gli aiuti politici, poco importa da dove vengono"). In precedenza il leader del Movimento 5 Stelle Luigi Di Maio si era mostrato disponibile ad incontrare gli esponenti dei gilet gialli.

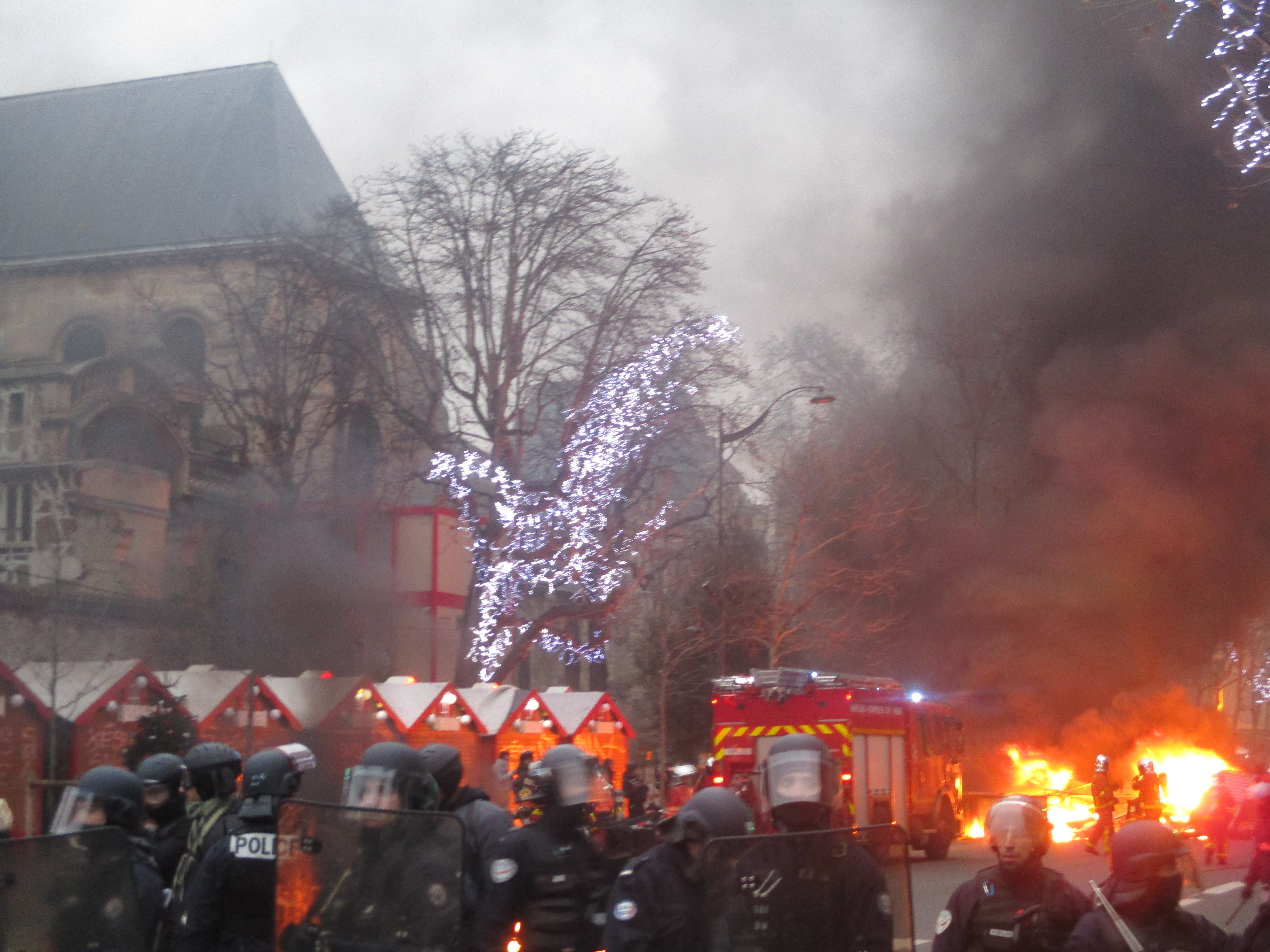
Fuoco a Parigi, 5 gennaio 2019

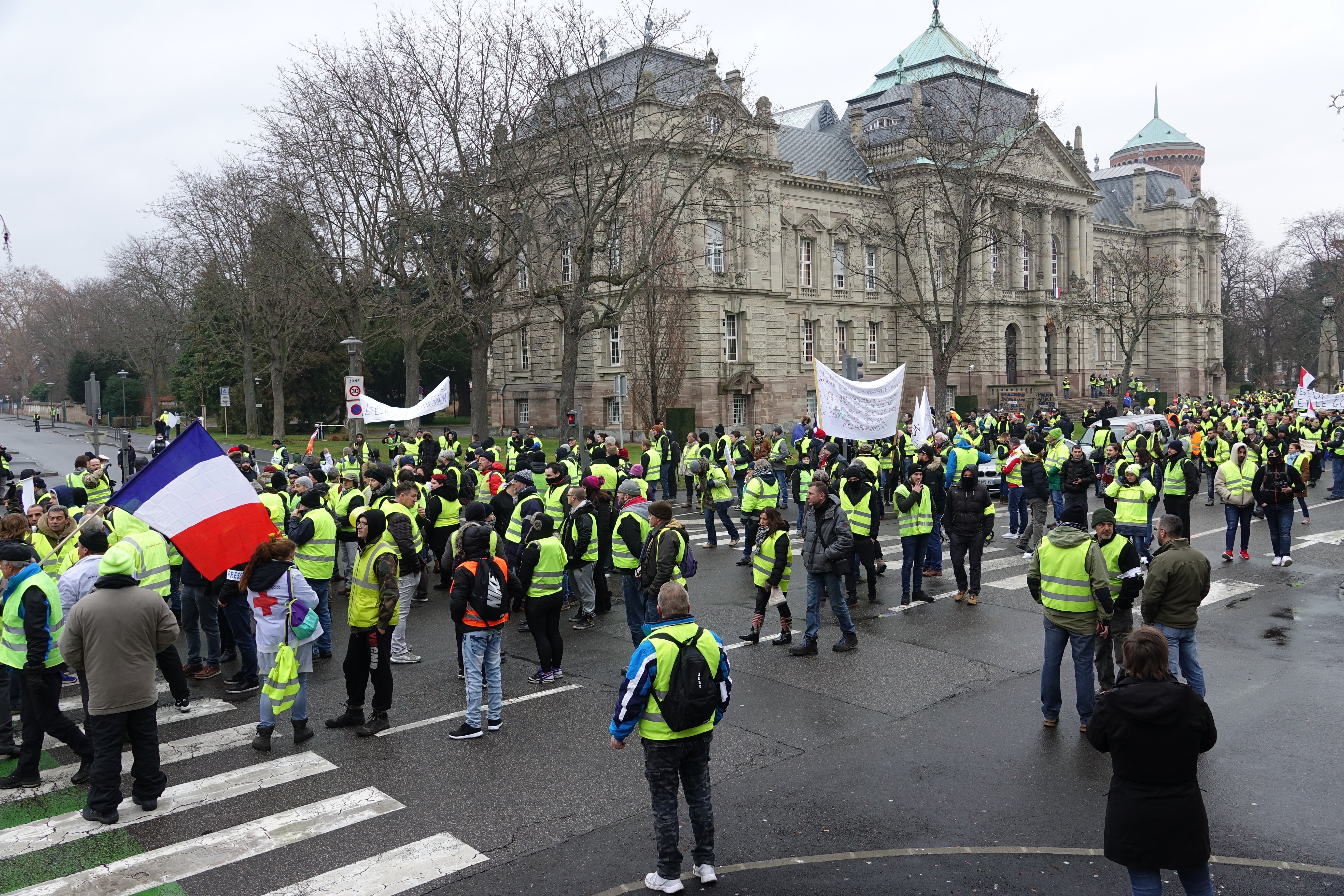
Manifestanti a Colmar.

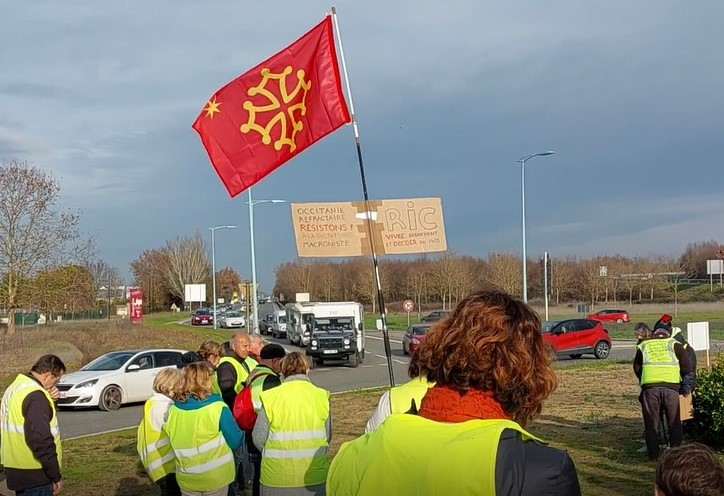
Manifestanti su una rotonda a Montauban, Occitania, 7 gennaio 2023.

#### 9ª settimana: dal 12 al 18 gennaio 2019
Il 12 gennaio circa 32 000 persone sono scese in piazza in tutta la Francia per manifestare. A Parigi, dove si sono radunati 8 000 manifestanti, ci sono stati scontri sugli Champs-Elysées mentre a Bourges circa 5 000 persone hanno raggiunto il centro cittadino sfidando il divieto della prefettura. A Bordeaux circa 6 000 gilet gialli si sono riversati nelle strade; nel pomeriggio almeno 3 persone sono rimaste ferite negli scontri con le forze di sicurezza. Secondo il bilancio della prefettura di polizia, circa un centinaio di persone sono state fermate in tutto il Paese, 59 di queste a Parigi.

#### 10ª settimana: dal 19 al 25 gennaio 2019
Il 19 gennaio sono scesi nelle piazze francesi 140 000 manifestanti (80 000 secondo il Ministero degli interni), 5000 nella capitale Francese.

#### 11ª settimana: dal 26 gennaio al 1º febbraio 2019
Le dimostrazioni a livello nazionale sono proseguite per l'11ª settimana consecutiva il giorno sabato 26 gennaio. Il ministero degli interni francese ha stimato una folla di circa 120 000 persone in tutto il paese (circa 70 000 per il Ministero) e la polizia locale ne ha valutate 4000 a Parigi. Un membro del movimento più volte intervistato, Jérôme Rodrigues, è stato colpito in viso da un lacrimogeno, che gli ha provocato la perdita dell'occhio destro. Dozzine di persone sono state ferite in modo simile durante le proteste dei gilet gialli. "Sono stato deliberatamente preso di mira, sono una figura del movimento, almeno nelle proteste di Parigi, e la polizia mi ha puntato le dita contro molte volte durante le precedenti dimostrazioni, quindi penso che sapessero molto bene a chi stavano sparando", ha detto Rodrigues ai media. Il giorno seguente circa 10 000 persone hanno sfilato a Parigi con un foulard ("sciarpe rosse") in opposizione ai gilet gialli, i cosiddetti “foulard rossi”.

#### 12ª settimana: dal 2 all'8 febbraio 2019
In occasione della 12ª settimana della protesta, un corteo di quasi 15 000 persone ha sfilato per le strade di Parigi in onore delle vittime e dei feriti fatti dalla polizia nelle settimane precedenti. In particolare viene richiesta l'immediata revoca delle disposizioni, introdotte con lo stato d'emergenza del 2011, che hanno ampliato l'uso in piazza di proiettili di gomma e granate ad opera della polizia.
La manifestazione ha visto sfilare nelle prime file proprio i feriti, molti dei quali hanno riportato la perdita di un occhio (a causa dei suddetti proiettili). Fonti del movimento parlano di più di 100 000 persone scese in piazza in tutto il paese.

#### 13ª settimana: dal 9 al 15 febbraio 2019
In occasione del tredicesimo atto della mobilitazione, il movimento ha parlato di più di 115 000 persone scese in piazza (50 000 per la polizia). Durante la marcia parigina i manifestanti hanno tentato di violare le protezioni poste di fronte all'Assemblea Nazionale, a cui ha fatto seguito l'intervento della polizia con l'uso di lacrimogeni e granate, a causa delle quali un manifestante ha perso una mano.

#### 14ª settimana: dal 16 al 22 febbraio 2019
Circa 104 000 manifestanti (41 000 secondo fonti statali) sono scesi di nuovo in strada sabato 16 febbraio, per il 14º fine settimana consecutivo. Si sono registrati scontri e tensioni in varie città fra manifestanti e forze dell'ordine. Un episodio che ha registrato un certo clamore, tanto da oscurare gli altri avvenimenti della giornata, riguarda gli insulti antisemiti rivolti da alcuni manifestanti nei confronti del filosofo Alain Finkielkraut, che si trovava a passare nei pressi del corteo parigino.
Oltre che nella capitale, cortei e scontri si sono registrati a Tolosa, La Rochelle, Nantes, Le Mans e in altre città del paese.
Numerosi sono stati i feriti fra i manifestanti, sia a causa dell'intervento della polizia, sia a causa dei tentativi di sfondamento, da parte di alcuni automobilisti, dei blocchi stradali praticati in segno di protesta dai gilet gialli.

#### 15ª settimana: dal 23 febbraio al 1º marzo 2019
Circa 120 000 manifestanti sono scesi in piazza in decine di città. Non si sono registrati scontri o tensioni, nonostante la polizia abbia ugualmente fermato alcuni manifestanti ai margini della manifestazione nella capitale.

#### 16ª settimana: dal 2 all'8 marzo 2019
Almeno 95 000 persone hanno partecipato alle manifestazioni in tutto il paese, mentre si stima che almeno in 10 000 abbiano percorso le strade del centro parigino. A Parigi, dopo alcune tensioni sono state fermate alcune persone, mentre dei tafferugli sono stati registrati a Nantes. Le manifestazioni maggiormente partecipate si sono svolte a Marsiglia,  Montpellier, Strasburgo, Bordeaux, Tolosa e Alès.

#### 17ª settimana: dal 9 al 15 marzo 2019
Secondo fonti del movimento sono almeno 90 000 le persone che hanno manifestato nel 17º fine settimana di protesta. Per le strade centrali di Parigi hanno aperto il corteo, oltre ai classici gilet gialli, anche alcune persone con indosso gilet rossi (le maestre) e gilet rosa (per richiamarsi allo "sciopero globale transfemminista" del giorno precedente). Si sono registrate tensioni nella capitale e a Lione, dove la polizia ha usato idranti e lacrimogeni. Cortei e presidi si sono segnalati in più di 90 città, in particolare Marsiglia, Besançon, Tolosa, Bordeaux, Montpellier e Lille.

#### 18ª settimana: dal 16 al 22 marzo 2019
Proclamata come "La resa dei conti", questa data di mobilitazione cade il giorno successivo alla chiusura della consultazione nazionale proposta da Macron per dibattere su alcune rivendicazioni dei Gilet Gialli. La componente più oltranzista del movimento ha invitato a scendere in piazza in tutta la Francia ed in particolare nella capitale. Fin dal mattino si sono registrati pesanti scontri sugli Champs Elysee fra manifestanti e forze di polizia, proseguiti fino a sera. Il bilancio è di decine di incendi fra negozi di lusso e ristoranti (famosi per la loro esclusività), saccheggi e assalti ad alcuni blindati della polizia, con più di 200 arresti.
I numeri dichiarati dalle reti del movimento si aggirano intorno alle 250 000 persone, dato particolarmente cospicuo a causa della convergenza fra la mobilitazione e altri cortei per la giustizia climatica che si svolgevano in contemporanea. Si sono registrate mobilitazioni in più di 220 città del paese.
I danni materiali sono stimati in 200 milioni di euro.

## Belgio
Il 16 novembre 2018, alla vigilia del primo giorno di mobilizzazione in Francia, alcuni automobilisti belgi hanno deciso di fondare il movimento nel paese bloccando qualsiasi sito di stoccaggio di benzina, principalmente in Vallonia, dove il potere di acquisto è inferiore a quello delle Fiandre.
La mobilitazione è continuata per tutta la settimana. Il 25 novembre, i blocchi stradali sono continuati in tutte le strade del paese, fino al confine con il Lussemburgo.
Il 30 novembre a Bruxelles alcuni poliziotti sono stati attaccati con lancio di pietre da alcune persone appartenenti ai gilet gialli, 60 persone sono state arrestate per disturbo alla quiete pubblica. Sono stati date alle fiamme anche 2 furgoni della polizia belga.

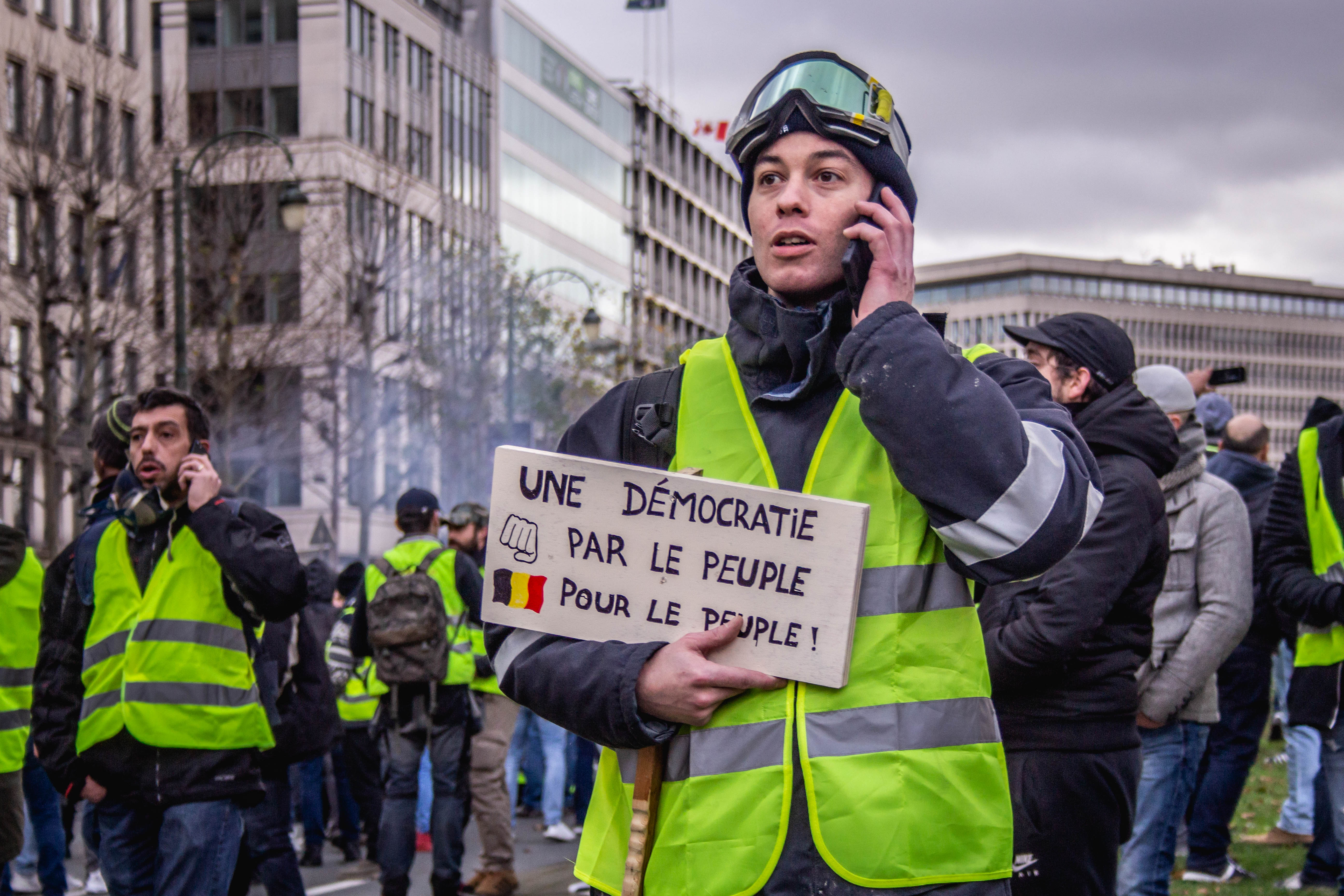
Alcuni manifestanti a Bruxelles

L'8 dicembre, più di mille Gilet Gialli hanno protestato a Bruxelles. Si sono verificati diversi scontri nel quartiere delle istituzioni europee, un gruppo di circa 100 gilet gialli ha tentato di entrare nel parlamento europeo, ma sono stati fermati da lacrimogeni, spray urticanti ed idranti. Negli scontri 50 persone sono state arrestate.